# Cèl·lules parenquimàtiques

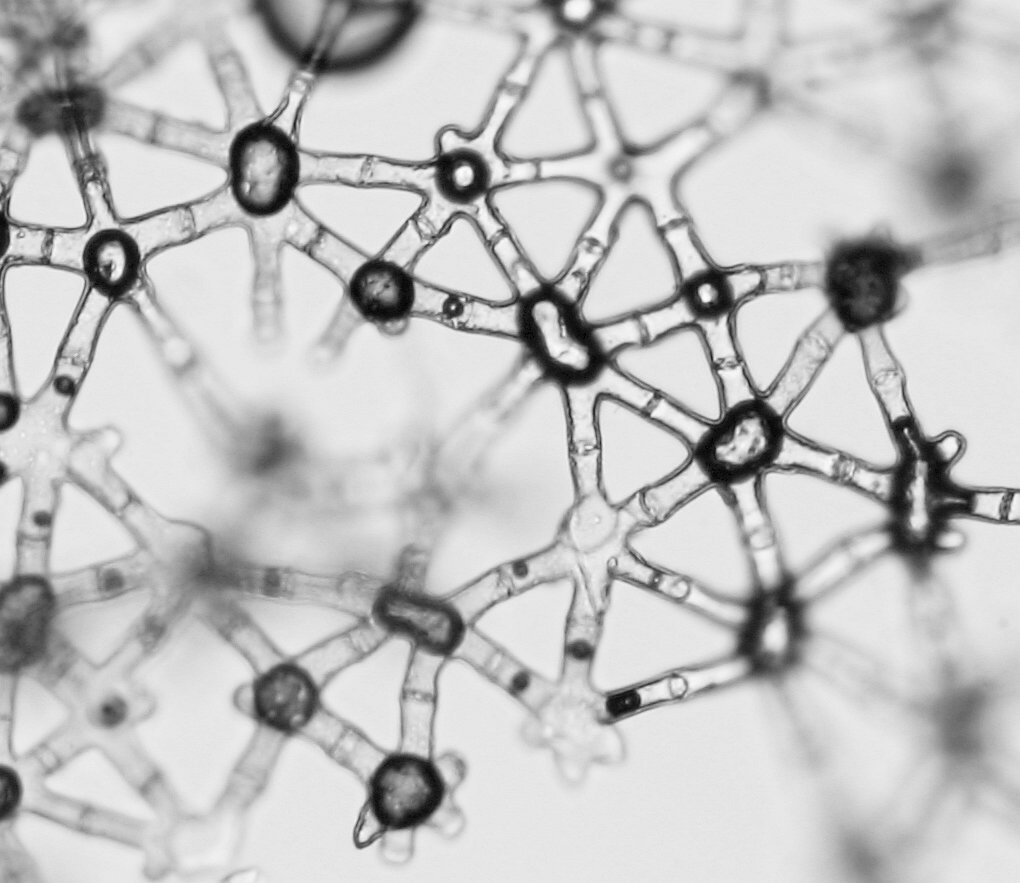
Parènquima esponjós

El parènquima (del grec παρεγχυμα, "substància dels òrgans") o cèl·lules parenquimàtiques, és un terme histològic que té diferent significat segons els teixits estudiats siguin animals o vegetals.

## Parènquima vegetal
Dins la botànica, es denomina parènquimes als teixits vegetals fonamentals que prevalen en la majoria dels òrgans vegetals formant un continu bàsicament en el còrtex de la tija, en l'arrel i en el mesofil·le de les fulles. Es presenta també com cordons verticals i radials en els teixits vasculars. Es localitzen en tots els òrgans vegetals, omplen espais lliures que deixen altres òrgans i teixits. Les cèl·lules parenquimàtiques estan poc especialitzades, són cèl·lules vives i la seva forma pot ser molt variable: més o menys isodiamètriques, gairebé polièdriques, estel·lades o allargades. Les parets cel·lulars són flexibles i primes de cel·lulosa sovint amb només estructura primària, però en el cas de tenir paret secundària no és gaire gruixuda i està poc o gens lignificada.
Els parènquimes poden ser considerats com a meristemes potencials, ja que les seves cèl·lules no han perdut la capacitat de divisió. Aquesta característica es posa de manifest per la seva activitat en la cicatrització de ferides, formació d'òrgans adventicis, en la soldadura de teixits durant els empelts, etc.
El parènquima té diverses funcions la més important de les quals és la fotosíntesi, però també l'emmagatzemament de diverses substàncies, la cicatrització de les ferides. A més és l'origen d'algunes estructures adventícies, i també poden especialitzar-se com estructures secretores o excretores.

## Tipus de parènquima vegetal
- Parènquima clorofíl·lic: fa la fotosíntesi. Se situa a les fulles i les tiges verdes. En les fulles pot tenir dues disposicions diferents:
  - Parènquima en palissada: principal teixit que realitza fotosíntesi per tant proporciona aliment a la planta. Té cloroplasts i molts vacúols. No deixa gairebé espai extracel·lular a més de la mateixa paret. La morfologia de les cèl·lules és allargada.
  - Parènquima esponjós: Té abundant espai intercel·lulars, cosa que li permet fer intercanvi de gasos, com diòxid de carboni, facilitant-ne la difusió per tot el teixit i la captura en les cèl·lules fotosintètiques. Té grans vacúols i parets cel·lulars primes. Es troba en tiges, fulles i porció carnosa de les fruites.
- Parènquima de reserva: emmagatzema determinades substàncies o nutrients per a la planta. Ho fa en els plastidis, en els vacúols, en la mateixa paret cel·lular o en el citoplasma. És freqüent en arrels engrossides, llavors, tubercles engruixits, etc.
- Parènquima aqüífer: les seves cèl·lules tenen una enorme vacúol ple d'aigua, i és freqüent en plantes de climes desèrtics.
- Parènquima aerífer o aerènquima: té cèl·lules parenquimàtiques molt petites que delimiten cavitats plenes d'aire. Es desenvolupa en plantes aquàtiques.
- Parènquima vascular: protegeix els teixits conductors com el xilema i el floema de la planta.